# Crip Time
Crip Time (deutsch Krüppelzeit) ist ein sozialwissenschaftliches Konzept, das in den Disability Studies verwendet wird, um eine alternative Sichtweise auf Zeit und Geschwindigkeit zu beschreiben. Im Vergleich zu herkömmlichen Vorstellungen von Zeit, die auf Produktivität und Effizienz beruhen, betrachtet Crip Time die Tatsache, dass behinderte Menschen verschiedene Zeitperspektiven und -bedürfnisse haben können. Das Konzept versucht, starre Zeitvorgaben in Frage zu stellen und Raum für individuelle Zeit-Erfahrungen zu schaffen.

## Hintergrund und Definition
Crip Time ist ein Konzept, das in den Disability Studies entstanden ist. Diese Forschungsrichtung beschäftigt sich mit Behinderung als sozialem und kulturellem Phänomen. Crip Time bezieht sich darauf, dass behinderte Menschen unterschiedliche Zeitperspektiven und -bedürfnisse haben können. Es stellt herkömmliche Vorstellungen von Zeit in Frage und fordert, dass die individuellen Zeiterfahrungen von behinderten Menschen akzeptiert und wertgeschätzt werden. Ziel ist es, eine inklusivere Betrachtung von Zeit zu fördern, die die Bedürfnisse und Erfahrungen aller Menschen angemessen berücksichtigt.
Die Disability-Theoretikerin und Autorin Alison Kafer definiert Crip Time wie folgt: „Anstatt den Körper und Geist von Menschen mit Behinderung dazu zu nötigen, sich den zeitlichen Vorgaben einer Uhr anzupassen, bietet crip time eine an ihre Bedürfnisse angepasste Uhr.“
Ellen Samuels und Elizabeth Freeman, die in der Sonderausgabe Crip Temporalities betonen, wie behinderte Menschen nicht in den linearen Zeitrahmen normativer Lebensabschnitte passen und ständig mit Fragen konfrontiert sind wie „Wirst du jemals wieder arbeiten?“, „Wirst du jemals wieder laufen können?“, „Wirst du jemals wieder gesund werden?“, da die Medizin Behinderung und Krankheit in linearen Begriffen wie Prognose und Heilbarkeit betrachtet. Samuels erläutert, dass Crip Time gelegentlich mit schlichter Verspätung assoziiert wird, etwa aufgrund erhöhten Schlafbedürfnisses oder Barrieren im öffentlichen Verkehr.

## Zeiterleben bei Menschen mit Behinderungen
Behinderte und chronisch kranke Menschen benötigen oft mehr Zeit für alltägliche Aktivitäten, müssen vorausschauend planen und sind mit Wartezeiten konfrontiert, sei es für medizinische Diagnosen, den Zugang zu Einrichtungen oder Unterbringungsmöglichkeiten. Es ist notwendig, aufgrund früherer Erfahrungen, die zukünftigen Pläne zu gestalten. Doch trotz sorgfältiger Vorbereitung können unvorhersehbare Faktoren jederzeit dazu führen, dass die Dinge anders verlaufen als ursprünglich geplant.
Menschen mit Behinderungen nutzen Antizipation als ein Werkzeug, um „die Ungewissheit ständig auf dem Tisch zu halten“. Dies bedeutet, dass sie aufgrund ihrer chronischen Müdigkeit oder Schmerzen oft den gegenwärtigen Moment gegen den kommenden Moment abwägen müssen, wie es von Kafer veranschaulicht wird: „Für Menschen, die mit chronischer Müdigkeit oder Schmerzen leben, muss der gegenwärtige Moment oft gegen den kommenden Moment abgewogen werden: Wenn ich jetzt zu diesem Vortrag gehe, werde ich später zu müde für den Kurs sein; wenn ich morgen Abend zu dieser Show gehen will, muss ich heute zu Hause bleiben.“

## Öffentliche Wahrnehmung
Die Ausstellung Crip Time im Museum für Moderne Kunst Frankfurt vereinte von September 2021—Januar 2022 Kunstwerke von 42 internationalen Kunstschaffenden zum Thema. Die Frankfurter Rundschau berichtete: „Es gibt eine ganze Reihe persönlicher Schicksale, die in dieser Ausstellung thematisiert werden, von Gerhard Richters „Tante Marianne“, die von den Nazis als „Geisteskranke“ ermordet wurde, über Nan Goldins Schwester Barbara, die mit 14 Jahren wegen aufmüpfigen Verhaltens in eine Besserungsanstalt eingewiesen wurde und mit 19 Selbstmord beging, bis hin zur gehörlosen Christine Sun Kim, die in einer Reihe von Diagrammen den „Degree of Deaf Rage“ thematisiert, die in Alltagssituationen aufsteigende Wut angesichts politischer Entscheidungen, darüber, dass man von Hörenden oft ignoriert wird oder über Kuratoren, die denken, dass es fair sei, wenn die Künstlerin ihr Honorar mit der Gebärdensprachdolmetscherin teilt. Es ist eine Empörung, die Tag für Tag mehr wird.“